# 뇨고
뇨고(일본어: 女御 にょうご[*])는 천황의 후궁 신분으로, 천황의 침소에서 시중을 들었다. 관직 이름은 중국 주나라의 관제를 적은 『주례』에서 유래하였으며, 위계는 황후, 중궁 다음으로 높다. 또, 뇨고 중, 여성 황족인 여왕이 뇨고가 된 경우, 호칭을 오뇨고 (王女御)라 한다.
기록 상에서 처음 보이는 곳은 『일본서기』 유랴쿠 천황의 조목이지만, 실제로는 간무 천황 대에 되어서, 키노 오토이오ㆍ쿠다라노코니키시 쿄호 등을 뇨고로 한데서 비롯되었다. 처음에는 지위는 낮았으나, 점차 높아져, 헤이안 시대 중기 이후에는 황후는 뇨고에서 승진하는 관례가 확립되었다. 마지막 뇨고는 고메이 천황의 뇨고인 쿠죠 아사코 (에이쇼 황태후)이다. 
정원은 없고, 여러 뇨고가 있을 경우, 사는 전각의 이름을 따서 "죠쿄덴 뇨고" 등으로 불렀다.
오닌의 난 이후, 상류 귀족의 딸의 입내가 끊기자, 뇨고도 존재하지 않게 되었다. 고요제이 조정에 코노에 사키히사의 딸 사키코가 도요토미 히데요시의 양녀가 되어 뇨고가 되었고, 이어, 고미즈노오 조정에서 도쿠가와 히데타다의 딸 마사코가 뇨고가 되었고, 다시 중궁으로 올랐다. 에도 시대에는 역대 천황의 정처로서 섭가나 세습친왕가의 딸이 단 한명뿐인 뇨고가 되어, 자주 준삼궁이 되었다. 그러나, 레이겐 천황이나 고카쿠 천황 등은 뇨고를 중궁에 세운 적은 있어도, 황후로 세우지 않은 예가 더 많았다.

## 같이 보기
- 후궁
- 황후
- 코이